# Kiełbaski (Białoruś)
Kiełbaski (biał. Келбаскі; ros. Келбаски) – wieś na Białorusi, w obwodzie grodzieńskim, w rejonie grodzieńskim, w sielsowiecie Sopoćkinie, nad Niemnem.
Dawniej wieś, dwór i folwark. W dwudziestoleciu międzywojennym wieś leżała w Polsce, w województwie białostockim, w powiecie augustowskim.
Według Powszechnego Spisu Ludności z 1921 roku Kiełbaski zamieszkiwane były przez 243 osoby, wśród których 1 zadeklarowała wyznanie mojżeszowe. Jednocześnie wszyscy mieszkańcy zadeklarowali polską przynależność narodową.